# Émile Armand
Ernest-Lucien Juin Armand, mest känd under sin pseudonym Émile Armand, född 26 mars 1872 i Paris, död 19 februari 1962 i Rouen, var en fransk individualanarkist influerad av Lev Tolstoj, Friedrich Nietzsche, Max Stirner och Benjamin Tucker.